# 希拉格群島
希拉格群島是南極洲的群島，位於恩德比地的阿蒙森灣，處於科洛索夫角以南4.8公里，澳大利亞探險隊在1958年2月14日著陸該群島。
66°32′S 50°12′E / 66.533°S 50.200°E